# Cladosporium mimulicola
Cladosporium mimulicola är en svampart som beskrevs av U. Braun 1994. Cladosporium mimulicola ingår i släktet Cladosporium och familjen Davidiellaceae.   Inga underarter finns listade i Catalogue of Life.